# Godefroy de Blonay
Pour l’article homonyme, voir Godefroy de Blonay (1869-1937).
Godefroy de Blonay, né le 7 janvier 1815 à Lausanne et mort le 8 octobre 1868, est un militaire et conservateur de musée vaudois.

## Biographie
Godefroy-Frédéric de Blonay fait carrière dans le service étranger en Autriche. Retraité et établi à Vernand, membre puis président de la Société des amis des arts, il est nommé conservateur du musée Arlaud en 1856.
Cette année-là, le musée Arlaud reçoit le tournus de la Société suisse des beaux-arts, exposition vente de 349 tableaux qui se solde par un déficit, dû en partie aux mauvaises conditions de présentation dans un musée trop exigu. Mais le tournus revient et c'est une des principales sources d'achats pour l'institution qui complète ainsi sa collection d'artistes modernes. C'est pendant la direction de de Blonay, en 1858, qu'entre au musée la toile commandée à Charles Gleyre par le canton, Les Romains passant sous le joug.